# Allison Mack

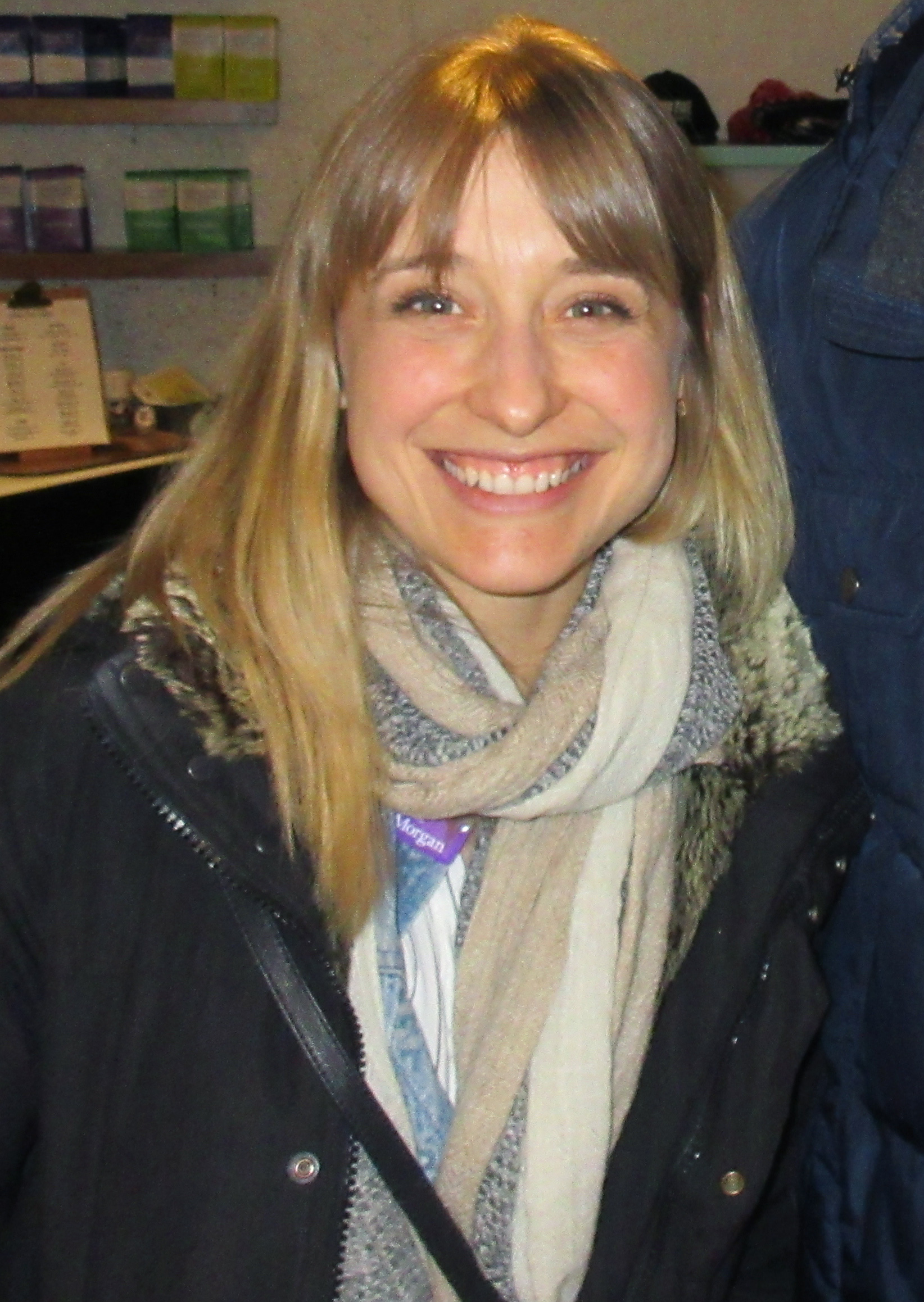
Allison Mack (2018)

Allison Mack (* 29. Juli 1982 in Preetz, Deutschland) ist eine US-amerikanische Schauspielerin.

## Leben und Karriere
Mack kam als Tochter der beiden US-Amerikaner Mindy und Jonathan Mack im holsteinischen Preetz zur Welt. Zum Zeitpunkt ihrer Geburt war ihr Vater als Tenor in Deutschland tätig. Zwei Jahre später kehrte die Familie im Juni 1985 in die USA zurück, wo sie sich im kalifornischen Long Beach niederließen.
Mit vier Jahren stand Mack erstmals für Werbespots vor der Kamera. Im Alter von sieben Jahren begann sie, am Young Actors Space in Los Angeles zu studieren. Es folgten Nebenrollen in diversen Filmproduktionen.
Großen Bekanntheitsgrad erlangte Mack durch ihre Rolle als Chloe Sullivan in der Fernsehserie Smallville, die zwischen 2001 und 2011 in zehn Staffeln gesendet wurde. Dafür wurde sie in den Jahren 2002 bis 2005 für den Teen Choice Award nominiert und 2006 für den Saturn Award.

## Verurteilung wegen Menschenhandels
Am 20. April 2018 wurde Mack in New York in Folge von Ermittlungen gegen Keith Raniere, den Anführer eines Kultes, wegen des Vorwurfs des Menschenhandels zur sexuellen Ausbeutung verhaftet. Als führendes Mitglied seiner – als Selbsthilfeorganisation getarnten und als Wirtschaftsunternehmen registrierten – Sekte NXIVM habe sie Frauen rekrutiert, die zu Sex mit Raniere gezwungen worden seien.
Vor Gericht bekannte sie sich schuldig. Am 1. Juli 2021 wurde sie zu drei Jahren Haft verurteilt. Möglich wären bis zu 17,5 Jahren Haft gewesen, allerdings sei die Strafe niedriger ausgefallen, da sie mit den Behörden kooperiert habe. Am 13. September 2021 trat sie die Haft an. Am 5. Juli 2023 wurde sie vorzeitig aus der Haft entlassen.

## Filmografie (Auswahl)

### Filme
- 1989: Police Academy 6 – Widerstand zwecklos (Police Academy 6: City Under Siege)
- 1989: Steven – Die Entführung (I Know My First Name Is Steven)
- 1991: Babyswitch – Kind fremder Eltern (Switched at Birth)
- 1991: Die Alptraumbraut (The Perfect Bride)
- 1991: Living a Lie
- 1992: A Private Matter
- 1992: Der Himmel kennt keine Tränen (A Message from Holly)
- 1993: Bodyguard für heiße Nächte (Night Eyes Three)
- 1993: Mein Herz will Rache (A Mother’s Revenge)
- 1994: No Dessert, Dad, Til You Mow the Lawn
- 1994: Ferien total verrückt/Sommer mit Hindernissen (Camp Nowhere)
- 1995: Ein Engel für Sam (Dad, the Angel & Me)
- 1996: Vergessene Schrecken (Stolen Memories: Secrets from the Rose Garden)
- 1996: Eine fast gelungene Affäre (The Care and Handling of Roses)
- 1996: Ein Engel auf Probe (Unlikely Angel)
- 1997: Liebling, jetzt haben wir uns geschrumpft (Honey, We Shrunk Ourselves)
- 1997: Hiller and Diller
- 2000: Opposite Sex
- 2001: Crazy Time – Lernen fürs Leben (My Horrible Year!)
- 2006: Lucas, der Ameisenschreck (The Ant Bully, Stimme)
- 2009: Superman/Batman: Public Enemies (Power Girl, Stimme)
- 2011: Marilyn

### Serien
- 1990: Harrys Nest (Empty Nest, Folge 3x03)
- 1993: Daddy schafft uns alle (Evening Shade, Folge 3x02)
- 1998: Eine himmlische Familie (7th Heaven, Folge 3x03)
- 1999: Providence (Folge 1x14)
- 2001: Kate Brasher (Folge 1x06)
- 2001–2011: Smallville (200 Folgen)
- 2002: The Nightmare Room (Folgen 1x13–1x14)
- 2010: Riese: Kingdom Falling (3 Folgen)
- 2012–2014: Wilfred (9 Folgen)
- 2015: The Following (Folge 3x06)

## Auszeichnungen
- 2006: Teen Choice Award für Best Sidekick in a TV Series für Smallville
- 2007: Teen Choice Award für Best Sidekick in a TV Series für Smallville
- 2008: SyFy Genre Award für Beste Nebendarstellerin für Smallville